# 羅茲托卡 (米日吉里亞區)
48°41′54″N 23°18′31″E / 48.69833°N 23.30861°E
羅茲托卡（烏克蘭語：Розтока）是烏克蘭西部的村莊，隸屬外喀爾巴阡州的胡斯特區。該村海拔高度680米，2001年人口413，居民使用烏克蘭語。